# Даниловская (Нижнеслободский сельсовет)
Даниловская — деревня в Вожегодском районе Вологодской области на реке Серга.
Входит в состав Нижнеслободского сельского поселения, с точки зрения административно-территориального деления — в Нижнеслободский сельсовет.
Расстояние по автодороге до районного центра Вожеги — 55 км, до центра муниципального образования Деревеньки — 6 км. Ближайшие населённые пункты — Климовская, Игнатовская, Блиновская.
По переписи 2002 года население — 56 человек (32 мужчины, 24 женщины). Всё население — русские.